# William Boyce

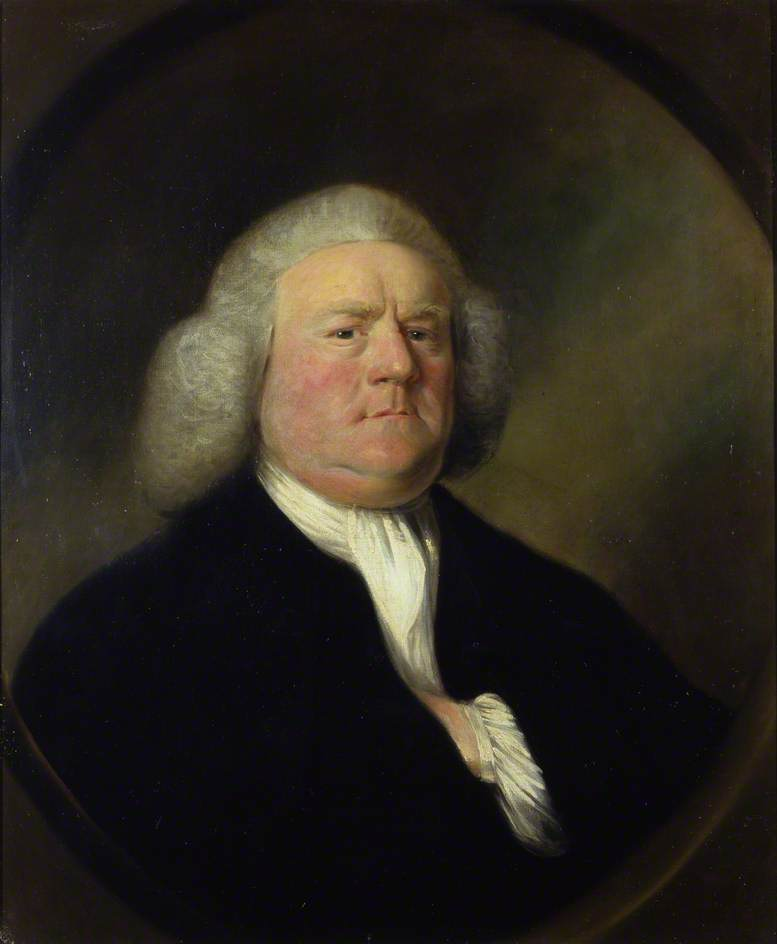
William Boyce

William Boyce (getauft 11. September 1711 in London; † 7. Februar 1779 in Kensington (London)) war ein englischer Komponist.

## Leben
William Boyce gilt neben Thomas Arne als einer der wenigen englischen Komponisten seiner Zeit, die einem Vergleich mit ihren kontinentalen Kollegen standhalten. Bereits in seiner Jugend hatte Boyce (seit 1734) verschiedene Organistenstellen in der Stadt inne, daneben war er Musiklehrer an einigen Londoner Schulen. 1736 wurde er zum Komponisten der Chapel Royal ernannt. Seine zwischen 1760 und 1778 erschienene dreibändige Sammlung Cathedral Music mit Musik englischer Komponisten des 16., 17. und 18. Jahrhunderts wie William Byrd, Henry Purcell und Thomas Tallis war über ein Jahrhundert lang das Standardwerk der englischen Kirchenmusik; sie enthält viele Werke, die auch heute noch in der anglikanischen Kirche verwendet werden. Diese Sammlung wurde von Boyce’ altem Lehrer Maurice Greene begonnen und von Boyce zu Ende geführt.
1737 leitete Boyce das Three Choirs Festival. 1757 verlieh König Georg II. Boyce das Amt des „Master of the King’s Music“ als Nachfolger seines Lehrers Maurice Greene.
1758 schritt seine Schwerhörigkeit so weit fort, dass er sein Amt als Organist aufgeben musste. Er zog sich nach Kensington zurück, um die Musiksammlung herauszugeben.

## Werk
Boyce schrieb eine große Zahl geistlicher und weltlicher Vokalwerke, darunter Anthems und Services. Zu ihnen gehören die wohl bekanntesten O Where Shall Wisdom Be Found und By the Waters of Babylon. Darüber hinaus komponierte er Oden, Lieder und Kantaten, Bühnenwerke, Instrumentalmusik (8 Sinfonien, 15 Triosonaten, 12 Ouvertüren, 3 Concerti grossi) und Klavierwerke.
In den 1740er Jahren produzierte Boyce zusammen mit David Garrick Lieder und Maskenspiele für Garricks Theater in der Drury Lane.
Im Gegensatz zu den meisten Komponisten seiner Zeit vermochte sich Boyce in seinen Werken vom verführerischen Einfluss Georg Friedrich Händels weitgehend freizuhalten. Nach seinem Tod geriet William Boyce im Lauf der Zeit nahezu in Vergessenheit. Erst im 20. Jahrhundert erfuhr seine Instrumentalmusik – insbesondere seine Sinfonien und Kammermusik – eine Wiederbelebung.